# Giải bóng đá vô địch quốc gia Quần đảo Solomon 2007–08
 Giải bóng đá vô địch quốc gia Quần đảo Solomon 2007–08 hay Solomon Islands National Club Championship 2007–08 là mùa giải thứ năm của Giải bóng đá vô địch quốc gia Quần đảo Solomon ở Quần đảo Solomon. Koloale FC giành chức vô địch thứ hai. Tất cả các trận đấu đều diễn ra ở sân vận động trên sườn đồi Lawson Tama Stadium, với sức chứa khoảng 20.000 chỗ ngồi.

## Đội bóng
- Banika Bulls
- Fasi Roos
- FK Kokohale FC
- Iceland Rovers
- Koloale
- KOSSA
- Lagoon Brothers FC
- Landowners FC
- Makuru
- Marist
- Uncles FC
- Vatu FC

## Bảng

### Bảng A
| VT | Đội            | ST | T | H | B | BT | BB | HS  | Đ  | Giành quyền tham dự |
| -- | -------------- | -- | - | - | - | -- | -- | --- | -- | ------------------- |
| 1  | Uncles FC (Q)  | 5  | 4 | 0 | 1 | 20 | 6  | +14 | 12 | Tham dự Bán kết     |
| 2  | KOSSA (Q)      | 5  | 3 | 1 | 1 | 18 | 6  | +12 | 10 | Tham dự Bán kết     |
| 3  | Marist         | 5  | 3 | 1 | 1 | 13 | 7  | +6  | 10 |                     |
| 4  | FK Kokohale FC | 5  | 2 | 1 | 2 | 11 | 12 | −1  | 7  |                     |
| 5  | Landowners FC  | 5  | 1 | 0 | 4 | 4  | 23 | −19 | 3  |                     |
| 6  | Iceland Rovers | 5  | 0 | 1 | 4 | 7  | 19 | −12 | 1  |                     |

### Bảng B
| VT | Đội                | ST | T | H | B | BT | BB | HS  | Đ  | Giành quyền tham dự |
| -- | ------------------ | -- | - | - | - | -- | -- | --- | -- | ------------------- |
| 1  | Makuru (Q)         | 5  | 4 | 1 | 0 | 27 | 4  | +23 | 13 | Tham dự Bán kết     |
| 2  | Koloale FC (Q)     | 5  | 3 | 2 | 0 | 16 | 5  | +11 | 11 | Tham dự Bán kết     |
| 3  | Fasi Roos          | 5  | 3 | 1 | 1 | 12 | 7  | +5  | 10 |                     |
| 4  | Banika Bulls       | 5  | 2 | 0 | 3 | 7  | 15 | −8  | 6  |                     |
| 5  | Lagoon Brothers FC | 5  | 0 | 1 | 4 | 5  | 18 | −13 | 1  |                     |
| 6  | Vatu FC            | 5  | 0 | 1 | 4 | 1  | 19 | −18 | 1  |                     |

## Vòng đấu loại trực tiếp

### Bán kết
| Uncles FC | 1-2 | Koloale |
| --------- | --- | ------- |
|           |     |         |

| Makuru | 3-1 | KOSSA |
| ------ | --- | ----- |
|        |     |       |

### Tranh hạng ba
| Uncles FC | 2-1 | KOSSA |
| --------- | --- | ----- |
|           |     |       |

### Chung kết
| Koloale | 0-0 (p.5-4) | Makuru |
| ------- | ----------- | ------ |
|         |             |        |